# Adaptina
Les adaptines són proteïnes adaptadores que formen fins a quatre tipus diferents de complexos AP, per tal d'associar-se amb la coberta de clatrina. Consegüentment, la seva funció és donar especificitat a l'endocitosi juntament amb la clatrina, ja que les adaptines interaccionen específicament amb els “cargo receptors”, determinant així quines proteïnes cargo s'inclouen exclusivament en una vesícula de transport.
La família de les adaptines es pot dividir segons la longitud de les subunitats dels complexos AP en llargues, mitjanes i petites.
Llargues (90-130 KDa), com ara,
- α-Adaptin: té una allargada de 977 aminoàcids i està relacionada amb el complex AP-2.
- δ- Adaptin: té una allargada de 1153 aminoàcids i està relacionada amb el complex AP-3.
- β1- Adaptin: té una allargada de 937 aminoàcids i està relacionada amb el complex AP-2.
- β2- Adaptin: té una allargada de 949 aminoàcids i està relacionada amb el complex AP-1.
- β3A-Adaptin: té una allargada de 1094 aminoàcids i està relacionada amb el complex AP-3.
- γ-Adaptin: té una allargada de 876 aminoàcids i està relacionada amb el complex AP-1.

Mitjanes (20- 50KDa), com ara,
- μ1-Adaptin: té una allargada de 423 aminoàcids i està relacionada amb el complex AP-1.
- μ2-Adaptin: té una allargada de 435 aminoàcids i està relacionada amb el complex AP-2.
- μ3-Adaptin: té una allargada de 414 aminoàcids i està relacionada amb el complex AP-3.

Petites (aproximadament 20 KDa), com ara,
- σ1-Adaptin: té una allargada de 158 aminoàcids i està relacionada amb el complex AP-1.
- σ2-Adaptin: té una allargada de 147 aminoàcids i està relacionada amb el complex AP-2.
- σ3-Adaptin: té una allargada de 193 aminoàcids i està relacionada amb el complex AP-3.

Cal destacar que les adaptines tenen isoformes, les quals estan codificades per diferents gens. Per exemple, en els mamífers moltes de les isoformes, com γ1i γ2 o σ1A i σ1B estan en totes les cèl·lules; però, altres com β3B i μ3B només s'expressen en els cervell o com μ1B que només s'expressa en les cèl·lules epitelials polaritzades.

## Complexes AP
Existeixen quatre complexos AP: AP-1, AP-2, AP-3 i AP-4. L'AP-1/3/4 estan localitzats en compartiments intracel·lulars com el TGN i/o els endosomes. En canvi, AP-2, com es veurà més endavant, és exclusiu de les membranes plasmàtiques, localitzat en els sots de clatrina o en les vesícules que se’n deriven.

### Estructura
Els tres primers són complexes heterotetramèrics, és a dir, estan compostos per quatre subunitats diferents, dues llargues, una petita i una mitjana i tenen un pes molecular de 340.000. Els complexos es diferencien entre ells perquè cadascun és compost per quatre subunitats diferents. Cal destacar que per tal de despendre la coberta de clatrina que tinguin associada els complexos AP serà necessari una GTPasa, concretament l'ARF.
Generalment els complexos tenen una zona anomenada “Ear domain” i una “Hinge region” que interaccionen amb les fibres de clatrina i una que és l'extrem amino terminal que interacciona amb el fostadinilinostol de la membrana plasmàtica i amb els receptors de les proteïnes cargo.

### Tipus de complexes
Per estudiar els complexos AP s'han fet experiments amb cèl·lules de diferents espècies com són: Homo Sapiens (humà), M. Musculus (ratolí), D. Melanogaster(mosca), C. Elegans (cuc hermafrodita), S. Cerevisiae (llevat).
En la següent taula, que és una adaptació de la que apareix en BOEHM, BONIFACINO(2002): “Genetic analyses of adaptin function from yeast to mammals”, GENE, 286, 21 gener 2002, 175-186, queden recollides les proteïnes adaptadores trobades en els diferents organismes estudiats.
Font: Pròpia. Adaptació de BOEHM, BONIFACINO(2002): “Genetic analyses of adaptin function from yeast to mammals”, GENE, 286, 21 gener 2002, 175-186).

#### AP-1
El paper principal d'aquest complex és regular el trànsit de vesícules que surten des del trans-Golgi (TGN) fins al lisosoma i que van per la via del Late Endosome. Les seves zones carboxil-terminals interaccionaran amb la clatrina. Segons Naslavsky et. al., la falta de reclutament d'AP1 γ-adaptin de les membranes del Golgi afecta a la seva estructura.
Però, la falta d'AP1 no té els mateixos efectes en les diferents organismes citats.
S. cerevisiaeSi s'analitzen organismes haploides la manca d'AP1 no afecta el seu creixement, continuen proliferant i fent la selecció intracel·lular. Però, quan la cadena llarga de l'AP1 és sensible a la temperatura (característica que regula un al·lel determinat), les subunitats deixen de funcionar i apareixen defectes en el creixement. En canvi, si es veu l'efecte en els diploides, la falta d'AP1 més l'al·lel anterior presenten defectes de creixement i de selecció de proteïnes. Però, la manca d'AP1 no és tan essencial com la falta de clatrina, perquè els GGAs també interaccionen amb la clatrina per tal de regular el transport específic de proteïnes.
C. elegansLa manca d'AP-1 en aquest organisme li provoca problemes importants en la seva fisiologia cel·lular: defectes en les respostes neuronals o pèrdua de coordinació en els moviments. En l'estudi d'aquest organisme s'ha vist que pot existir un altre paper per l'AP-1, a part del transport vesicular. Probablement, pot actuar en vesícules que estan destinades a una regió específica de la membrana plasmàtica.
M. musculusLa manca del complex adaptador en l'embrió de ratolí és letal. Inhibint la traducció de la γ1-Adaptina en els embrions homozigots moren als 4,5 dies, perquè els blastòcits no proliferen. En canvi, els heterozigots presenten una reducció del 50% en el nombre de γ1-adaptina i, consegüentment, mostren un retard del creixement respecte als ratolins que no els manca el complex AP1. Quan a les cèl·lules els manca μ1A, els receptors de manosa 6- fosfat, els quals estan involucrats en la selecció d'enzims lisosomals en el TGN, presenten una distribució més dispersa en el citoplasma. I quan els falta μ1B (que només es troba en les cèl·lules epitelials), es nota que hi ha un defecte en el transport de proteïnes que tenen com a destí la zona basolateral de la membrana.
Així doncs, es veu que AP-1 per tots els organismes, excepte per S. cerevisiae, és essencial pel seu desenvolupament.

#### AP-2
Aquest complex es troba majoritàriament a la membrana plasmàtica. Regula el trànsit de les vesícules de la membrana plasmàtica als endosomes, vesícules que després aniran als lisosomes, és a dir, regula l'endocitosi. Segons Lau Alan i Chou Margaret i segons Rappoport, el fosfatidilinositol(4,5)-bifosfat té un paper essencial en el reclutament d'AP2 a la membrana plasmàtica mitjançant unions en les subunitats α i μ2 del AP-2. Els mateixos autors afirmen que AP2 regula el trànsit post-endocític mitjançant vies que no tenen clatrina i que depenen d'ARF6. Boehm i Bonifacino puntualitzen aquest punt, afirman que l'AP2 s'associa a clatrina en les cèl·lules dels mamífers i que no ho fa en les del S. Cerevisiae, on la inhibició de la traducció de les subunitats del complex no tenen efecte en la seva viabilitat; per tant, sembla menys important que AP-1.
Existeix una hipòtesi, en la qual se suposa que AP-2 regula el trànsit retrògrad entre compartiments intracel·lulars.
La manca d'AP-2 comportarà diferents efectes en els altres organismes, excepte en el llevat, com ja s'ha vist.
C. elegans
La falta del complex comporta defectes en l'endocitosi, això fa que AP2 sigui essencial per al seu desenvolupament; probablement, pel paper important que desenvolupen les seves subunitats en l'endocitosi de receptors de la membrana plasmàtica.
D. melanogaster
La ràpida internalització de proteïnes de la membrana plasmàtica és molt important pel reciclatge de les vesícules sinàptiques, és per això, que en aquest organisme la falta d'AP2, que s'encarrega dels receptors de la membrana plasmàtica, provoca que les larves presentin paràlisi i morin. A nivell cel·lular, aquest efecte es tradueix a la manca de vesícules sinàptiques i als sots en la membrana plasmàtica, que afecten greument a l'endocitosi, però no la bloquegen.
Homo Sapiens
La manca d'AP-2 també afecta a l'endocitosi, concretament, s'ha vist l'efecte en la internalització del receptor de transferrina; fet que demostra que AP-2 regula la ràpida endocitosis de receptor en les cèl·lules humanes.

#### AP-3
Es troba en algunes vesícules que surten des del trans-Golgi i no se sap si la coberta conté clatrina. Controlen el trànsit cap als lisosomes, però sembla que no passen pel Late Endosome, sinó que es fusionen directament amb la membrana dels lisosomes. En algun tipus de cèl·lula regulen el transport cap a compartiments d'emmagatzematge especialitzats, però aquest estan relacionats amb els lisosomes.
Com tots els altres complexos, la manca d'AP3 comporta diferents efectes.
S. cerevisiae
S'ha vist que les vesícules cobertes per AP3 es fusionen directament amb les vacuoles; per tant, una deficiència d'AP3 suposarà la interrupció d'aquest procés.
D. melanogaster
La falta d'AP-3 presenta deficiència en la pigmentació dels ulls.
M. musculus
Se sap que és necessari per a la distribució de proteïnes als melanosomes, que contenen melanina, un pigment fosc que es troba en les cèl·lules de la pell, i també és imprescindible per a la distribució de vesícules d'emmagatzematge de plaquetes en els megacariòcits. Això s'ha descobert en experiments a ratolins on aquells que presentaven mutacions en qualsevol de les subunitats del complex AP-3 tenien una pigmentació cutània anormal i patien trastorns hemorràgics, perquè no s'emmagatzemaven les plaquetes que són les que repararien les lesions en els vasos sanguinis.
Homo Sapiens
S'ha observat que mutacions en la β3A causa una falta de pigmentació en els ulls i en la pell, hemorràgies, degudes al fet que les plaquetes no s'emmagatzemen i a anormalitats en els lisosomes. Aquests fets han estat classificats com a la síndrome de Hermansky-Pudlak tipus 2.
Les persones que pateixen aquesta malaltia tenen els cabells molt clars i la pell molt brillant; a més a més, pateixen disfuncions en les plaquetes, d'aquí les hemorràgies, inflamació intestinal entre d'altres.

#### AP-4
La informació referent al complex AP-4 és molt recent i molt poca. L'únic que de moment es pot dir, segons Chan Choo Yap et. al, aquest complex s'expressa en les neurones del sistema nerviós central i interacciona amb el receptor δ2 del glutamat.

#### Ap-5
Descoberta al març del 2021 és l'únic tipus d'adaptina que es troba a la membrana dels late endosomes implicat en el trafic retògrad de l'aparell de golgi.

## Evolució
Segons Schledzewski et. al., el precursor dels AP-1/2/3 actuals és el pre-AP-1/2/3 i sembla que també s'activava amb clatrina, ja que els complexos actuals depenen d'ella com a element estructural. També anuncia que les subunitats llargues dels complexos AP1/2/3 són homòlogues i a més, dues subunitats del COP I pertanyen a aquesta família de gens. De manera que, AP-1/2/3 i COP I provenen d'un complex comú anomenat pre-F-COP I. A continuació també es mostra l'evolució de pre-FCOPI fins als complexos actuals. A continuació es mostra un esquema, que és una adaptació molt simple d'un arbre sobre l'evolució dels complexos transportadors vesiculars de SCHLEDZEWSKI, K et al (1999): “Phylogenetic Analysis of Components of the Eukaryotic Vesicle Transport System Reveals a Common Origin of Adaptor Protein Complexes 1, 2, and 3 and the F Subcomplex of the Coatomer COPI”, Journal of molecular evolution, núm 48, 14/1/1999, 770–778.
En l'esquema es pot veure com tot comença amb la fusió de dos heterodímers formant un heterotetràmer que serà en aquest cas pre-F-COPI. A partir d'aquí, l'arbre es ramifica en dos: per una banda apareix F-COPI i per l'altra, el pre- AP-1/2/3. Pe r la part de F-COPI ja no s'evoluciona més; en canvi, pre- AP-1/2/3 dona lloc a dos complexes, un és AP-3 (que ja no evolucionarà més)i, l'altra és pre-AP-1/2. Aquest complex és el que després evolucionarà cap als complexos actuals AP-1 i AP-2.
Font: pròpia essent la imatge una adaptació SCHLEDZEWSKI, K et al (1999): “Phylogenetic Analysis of Components of the Eukaryotic Vesicle Transport System Reveals a Common Origin of Adaptor Protein Complexes 1, 2, and 3 and the F Subcomplex of the Coatomer COPI”, Journal of molecular evolution, núm 48, 14/1/1999, 770–778.
La següent imatge és també una adaptació d'una representació de SCHLEDZEWSKI. Però, aquesta vegada és un dibuix molt senzill d'estructures.
La primera representa l'heterotetràmer comú, fruit de la fusió de dos heterodímers. Cal remarcar que és una estructura proposada, és a dir, no es coneix clarament l'estructura del complex antecessor, però aquesta forma és la més acceptada.
Pel que fa a la segona imatge és la representació molt senzilla de l'heterotetràmer comú, és per això que presenta zones homòlogues. Així doncs, la zona blava correspon a α /γ/ δ- adaptin que són homologues a γ-COP. La zona de color gris de to més fluix és σ 1/2/3-Adaptin que és homòloga a ζ-COP. Al davant, es troba la regió de color gris de to més fort que correspon a μ1/2/3-Adaptin que és homòloga a δ-COP. I, finalment, la regió negra pertany a β1/2/3- Adaptin que és homòloga a β-COP.
Font: pròpia essent la imatge una adaptació de SCHLEDZEWSKI, K et al (1999): “Phylogenetic Analysis of Components of the Eukaryotic Vesicle Transport System Reveals a Common Origin of Adaptor Protein Complexes 1, 2, and 3 and the F Subcomplex of the Coatomer COPI”, Journal of molecular evolution, núm 48, 14/1/1999, 770–778.
En conclusió, les adaptines i el complex F-COPI tenen un antecessor comú, un heterotetràmer, fruit de la fusió de dos dímers diferents.